# 日本溫泉列表

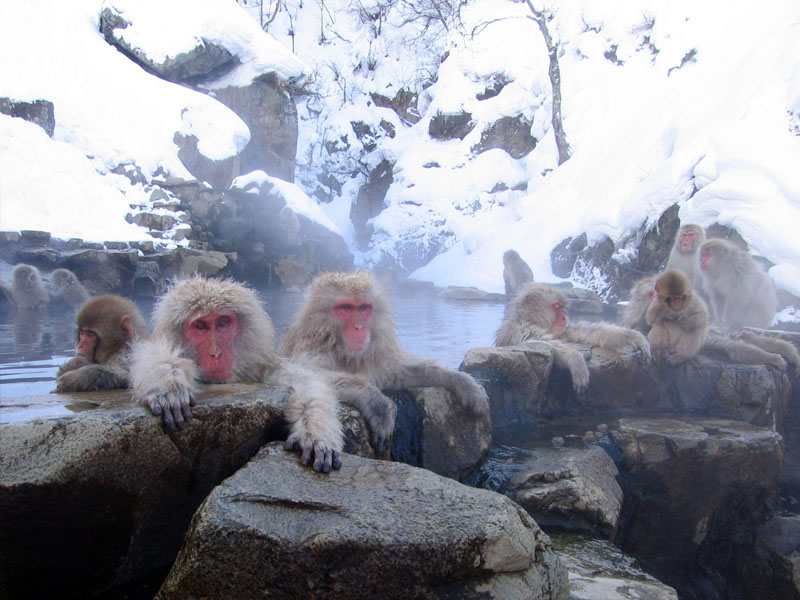
地獄谷溫泉(長野縣)

日本溫泉一覽是依照《溫泉法》，將日本的溫泉地點依照各都道府縣列出的一覽表。
按日本圖例，溫泉在日本的地圖上常用溫泉記號（♨）標示。
| \| 北海道 青森縣 \\| 岩手縣 \\| 宮城縣 \\| 秋田縣 \\| 山形縣 \\| 福島縣 茨城縣 \\| 栃木縣 \\| 群馬縣 \\| 埼玉縣 \\| 千葉縣 \\| 東京都 \\| 神奈川縣 新潟縣 \\| 富山縣 \\| 石川縣 \\| 福井縣 山梨縣 \\| 長野縣 \\| 岐阜縣 \\| 靜岡縣 \\| 愛知縣 三重縣 \\| 滋賀縣 \\| 京都府 \\| 大阪府 \\| 兵庫縣 \\| 奈良縣 \\| 和歌山縣 鳥取縣 \\| 島根縣 \\| 岡山縣 \\| 廣島縣 \\| 山口縣 德島縣 \\| 香川縣 \\| 愛媛縣 \\| 高知縣 福岡縣 \\| 佐賀縣 \\| 長崎縣 \\| 熊本縣 \\| 大分縣 \\| 宮崎縣 \\| 鹿兒島縣 沖繩縣 \| |
| 北海道 青森縣 \| 岩手縣 \| 宮城縣 \| 秋田縣 \| 山形縣 \| 福島縣 茨城縣 \| 栃木縣 \| 群馬縣 \| 埼玉縣 \| 千葉縣 \| 東京都 \| 神奈川縣 新潟縣 \| 富山縣 \| 石川縣 \| 福井縣 山梨縣 \| 長野縣 \| 岐阜縣 \| 靜岡縣 \| 愛知縣 三重縣 \| 滋賀縣 \| 京都府 \| 大阪府 \| 兵庫縣 \| 奈良縣 \| 和歌山縣 鳥取縣 \| 島根縣 \| 岡山縣 \| 廣島縣 \| 山口縣 德島縣 \| 香川縣 \| 愛媛縣 \| 高知縣 福岡縣 \| 佐賀縣 \| 長崎縣 \| 熊本縣 \| 大分縣 \| 宮崎縣 \| 鹿兒島縣 沖繩縣                                            |

## 北海道
【道北】（上川・留萌・稚內）
| - 層雲峽溫泉 - 旭岳溫泉 - 天人峽溫泉 - 愛山溪溫泉 - 五味溫泉（下川町） | - 豐富溫泉 - 白金溫泉 - 十勝岳溫泉 - 中岳溫泉 - 大雪高原溫泉 |

【道東】（十勝・釧路・根室・網走）
| - 十勝川溫泉 - 幕別溫泉 - 糠平溫泉 - 然別湖畔溫泉 - 菅野溫泉 - 山田溫泉 - 雌阿寒溫泉 - 阿寒湖溫泉 - 屈斜路湖畔溫泉郷 - 川湯溫泉 - 養老牛溫泉 - 羅臼溫泉 - 溫根湯溫泉 - 瀧之湯溫泉 - 北見溫泉 - 宇登呂溫泉 - 岩尾別溫泉 - 神之水溫泉瀑布 - 網走湖畔溫泉 |

【道央】（石狩・膽振・空知・後志・日高）
| - 登別溫泉 - カルルス溫泉 - 虎杖濱溫泉 - 白老溫泉 - 定山溪溫泉 - 豐平峽溫泉 - 二世古溫泉鄉 - 五色溫泉 - 昆布川溫泉 - 二世古アンヌプリ溫泉 - 二世古駅前溫泉 - 二世古昆布溫泉 - 二世古新見溫泉 - 二世古東山溫泉 - 二世古藥師溫泉（三大秘湯） - 洞爺湖溫泉 - 洞爺村溫泉 - 支笏湖溫泉 - 北湯澤溫泉 - 蟠溪溫泉 - 朝里川溫泉 - 小金湯溫泉 - 雷電溫泉 - 盃溫泉 | - 鶴之湯溫泉 - 蘆別溫泉 - 長沼溫泉 - 壽都溫泉 - 靜內溫泉 - 三石溫泉 - 由仁溫泉 |

【道南】（渡島・檜山）
| - 湯之川溫泉 - 谷地頭溫泉 - 水無海濱溫泉 - 知內溫泉 - 流山溫泉 - 濁川溫泉 - 二股鐳溫泉 - 湯之岱溫泉 - 貝取澗溫泉 |

## 青森縣
【津輕地方】
| - 大鰐溫泉 - 嶽溫泉 - 百澤溫泉 - 黑石溫泉鄉 - 溫湯溫泉 - 落合溫泉 - 板留溫泉 - 青荷溫泉 - 黃金崎不老不死溫泉 - みちのく溫泉 - 酸湯溫泉 | - 荒川溫泉 - 淺蟲溫泉 - たらポッキ溫泉 - 城倉溫泉 - 三內溫泉 - 浪岡溫泉 - 平賀溫泉鄉 - 碇關溫泉鄉 - 秋元溫泉 |

【下北地方】、【南部地方】
| - 古牧溫泉 - 下風呂溫泉 - 藥研溫泉 - 馬門溫泉 - 十和田湖溫泉鄉 - 燒山溫泉 - 蔦溫泉 - 猿倉溫泉 - 谷地溫泉 - 十和田湖畔溫泉 |

## 岩手縣
| - 金田一溫泉 - 安比溫泉 - 松川溫泉 - 藤七溫泉 - 繋溫泉 - 鶯宿溫泉 - 國見溫泉 - 網張溫泉 | - 花卷溫泉鄉 - 花卷溫泉 - 台溫泉 - 松倉溫泉 - 志戶平溫泉 - 渡溫泉 - 大澤溫泉 - 山之神溫泉 - 高倉山溫泉 - 鉛溫泉 - 新鉛溫泉 - 湯田溫泉峽 - 夏油溫泉 - 須川高原溫泉 - 真湯溫泉 |

## 宮城縣
| - 秋保溫泉 - 作並溫泉 - 鳴子溫泉鄉 - 鳴子溫泉 - 東鳴子溫泉 - 川渡溫泉 - 中山平溫泉 - 鬼首溫泉 - 溫湯溫泉 - 青根溫泉 - 遠刈田溫泉 - 鎌先溫泉 - 小原溫泉 |

## 秋田縣
| - 乳頭溫泉鄉 - 鶴之湯溫泉 - 大釜溫泉 - 妙乃湯溫泉 - 蟹場溫泉 - 孫六溫泉 - 黑湯溫泉 - 八幡平溫泉鄉 - 玉川溫泉 - 後生掛溫泉 - 蒸之湯溫泉 - 大深溫泉 - 大湯溫泉 (鹿角市) - 湯瀨溫泉 - 日景溫泉 - 矢立溫泉 - 男鹿溫泉鄉 - 森岳溫泉 - 瀧溫泉 - 湯之岱溫泉 - 象潟溫泉 | - 秋之宮溫泉鄉 - 泥湯溫泉 - 小安峽溫泉 - 大湯溫泉 (湯澤市) - 須川溫泉 |

## 山形縣
| 【村山】 - 銀山溫泉 - 碁點溫泉 - 天童溫泉 - 東根溫泉 - 上山溫泉 - 藏王溫泉              |                                                                                    |
| 【最上】 - 瀨見溫泉 - 赤倉溫泉 - 肘折溫泉 - 今神溫泉 - 草薙溫泉 - 羽根澤溫泉            |                                                                                    |
| 【置賜】 - 小野川溫泉 - 白布溫泉 - 大平溫泉 - 滑川溫泉 - 姥湯溫泉 - 五色溫泉 - 赤湯溫泉 | 【庄內】 - あつみ溫泉 - 湯田川溫泉 - 由良溫泉 - 湯野濱溫泉 - 湯之田溫泉 - 長沼溫泉 |

## 福島縣
| 會津地方 - 東山溫泉 - 蘆之牧溫泉 - 西山溫泉 - 柳津溫泉 - 早戶溫泉 - 湯之花溫泉 - 木賊溫泉 - 熱鹽溫泉 - 日中溫泉 - 湯野上溫泉 - 大鹽溫泉 - 大鹽裡磐梯溫泉 - 只見溫泉 濱通 - いわき湯本温泉 - いわき蟹洗温泉 - 神白温泉（かじろ） - 岩井戸温泉 - ならは羽黒山温泉 - 天神岬温泉 | 中通 - 飯坂溫泉 - 高湯溫泉 - 土湯溫泉 - 微溫湯溫泉 - 中之澤溫泉 - 岳溫泉 - 磐梯熱海溫泉 - 甲子溫泉 - 新甲子溫泉 - 磐城湯本溫泉 - 岩井戶溫泉 |

## 茨城縣
- 大子溫泉
- 袋田溫泉
- 川中子溫泉

## 栃木縣
| - 鬼怒川溫泉 - 鹽原溫泉鄉 - 川治溫泉 - 湯西川溫泉 - 奧鬼怒溫泉鄉 - 女夫淵溫泉 - 日光湯元溫泉 - 那須溫泉鄉 - 馬頭溫泉鄉 - 松島溫泉 - 喜連川溫泉 - 光徳温泉 - 中禅寺温泉 - 篭岩温泉 - 大沢温泉 - 柳沢温泉 - 芦野温泉 - 馬頭温泉郷 - 大田原温泉 - 佐久山温泉 - 黒羽温泉 - 湯津上温泉 - 矢板温泉 - 塩谷温泉 - 松島温泉 - 喜連川温泉 - 小川温泉 - 早乙女温泉 - 高根沢温泉 - 上河内温泉 | - 益子温泉 - 赤見温泉 - 地蔵の湯 - 足尾温泉 |

## 群馬縣
| - 四萬溫泉（日向見溫泉） - 川中溫泉（三大美人湯） - 松之湯溫泉 - 澤渡溫泉 勿與長野縣的澤渡溫泉混淆 - 川原湯溫泉 - 草津溫泉（三大名泉） - 萬座溫泉 - 鹿澤溫泉 - 花敷溫泉 - 尻燒溫泉 - 霧積溫泉 - 伊香保溫泉 - 老神溫泉 - 水上溫泉鄉 - 上牧溫泉、奈女澤溫泉 - 猿京溫泉 - 湯宿溫泉、川古溫泉、法師溫泉 - 敷島溫泉 - 片品溫泉 - 磯部溫泉 - 藪塚溫泉 - 五色溫泉 - 吉井溫泉 |

## 埼玉縣
| - 西武秩父站前温泉 - 玉川溫泉 - 山田溫泉 - 都幾川溫泉 - 神流川溫泉 - 白久溫泉 |

## 千葉縣
| - 鴨川温泉 - 勝浦溫泉 - 矢指浦溫泉 - 曾呂溫泉 - 白子溫泉 - 龜山溫泉 - 養老溪谷溫泉 - 白濱溫泉 |

## 東京都
| - 京王高尾山温泉 - 新宿十二社溫泉 - 岩藏溫泉 - 鶴之湯溫泉 - 麻布十番溫泉 |

【伊豆諸島】
| - 大島溫泉 | - 八丈島溫泉 |

## 神奈川縣
| - 箱根溫泉 - 湯河原溫泉 - 根府川溫泉 - 中川溫泉 - 三浦マホロバ溫泉 - 飯山溫泉 - 七澤溫泉 - かぶと湯溫泉 - 半原溫泉 - 広澤寺溫泉 - 伊勢原溫泉 - 鶴卷溫泉 - 綱島溫泉 |

## 新潟縣
【上越】
| - 赤倉溫泉 - 關溫泉 - 燕溫泉 | - 燒山溫泉 - 松之山溫泉 |

【中越】
| - 越後湯澤溫泉 - 貝掛溫泉 | - 成願寺溫泉 - 湯之谷溫泉鄉 - 六日町溫泉 |

【下越】
| - 月岡溫泉 - 瀨波溫泉 - 岩室溫泉 - 彌彥溫泉 | - 咲花溫泉 - 湯田上溫泉 - 村杉溫泉（五頭溫泉鄉） |

## 富山縣
| - 宇奈月溫泉 - 金太郎溫泉 - 小川溫泉 - 黑薙溫泉 - 鐘釣溫泉 - 名劍溫泉 - 祖母谷溫泉 - みくりが池溫泉 - 立山溫泉 - 下之茗溫泉 | - 吳羽山溫泉 - 鯰溫泉 - 音川溫泉 - 山田溫泉 - 寺尾溫泉 - 林道溫泉 - 福光華山溫泉 - 川合田溫泉 - 大牧溫泉 - 岩井戶溫泉 - 宮島溫泉 |

## 石川縣
| 【加賀】 - 山代溫泉、山中溫泉、片山津溫泉 - 粟津溫泉 - 湯涌溫泉 - 白山溫泉鄉 - 白山一里野溫泉、中宮溫泉 - 美川溫泉 【能登】 - 和倉溫泉 |

## 福井縣
- 蘆原溫泉

## 山梨縣
| - 石和溫泉 - 湯村溫泉 - 下部溫泉 - 佐野川溫泉 - 赤石溫泉 - 裂石溫泉 - 西山溫泉 - 奈良田溫泉 - 増富溫泉 - 甲斐大泉溫泉 |

## 長野縣
| 【北信】 - 野澤溫泉 - 湯田中澀溫泉鄉 - 沓野溫泉 - 澀溫泉 - 湯田中溫泉 - 地獄谷溫泉 - 加賀井溫泉 - 山之神溫泉 - 五色溫泉 - 山田溫泉 - 馬曲溫泉 - 戶倉上山田溫泉 |

【中信】
| - 淺間溫泉 - 美原溫泉 - 上高地溫泉 - のりくら溫泉鄉 - 乘鞍高原溫泉 - 白骨溫泉（しらほね） - 澤渡溫泉 勿與群馬縣的澤渡溫泉混淆 | - 中之湯溫泉 - 白馬八方溫泉 - 小谷溫泉 - 中房溫泉 - 穗高溫泉 |

【東信】
| - 鹿教湯溫泉 - 靈泉寺溫泉 - 大鹽溫泉 - 別所溫泉 | - 田澤溫泉 - 沓掛溫泉 - 本澤溫泉 |

【南信】
| - 上諏訪溫泉 - 下諏訪溫泉 - 早太郎溫泉 - 晝神溫泉 - 天龍峽溫泉 |

## 岐阜縣
| - 下呂溫泉（三大名泉） - 小坂溫泉鄉 - 濁河溫泉 - 湯屋溫泉 - 下島溫泉 - 奧飛驒溫泉鄉 - 平湯溫泉 - 福地溫泉 - 新平湯溫泉 - 栃尾溫泉 - 新穗高溫泉 | - 池田溫泉 - 白川鄉平瀨溫泉 - 長良川溫泉 - 割石溫泉 |

## 靜岡縣
| 【東伊豆】 - 熱海溫泉、網代溫泉 - 伊東溫泉 - 赤澤溫泉 - 熱川溫泉 - 稲取溫泉 - 北川溫泉 - 大川溫泉 【南伊豆】 - 下田溫泉 - 湯野溫泉 - 下賀茂溫泉 【中伊豆】 - 修善寺溫泉 - 湯島溫泉 - 伊豆長岡溫泉 - 大仁溫泉 - 畑毛溫泉 - 奈古谷溫泉 【西伊豆】 - 土肥溫泉 - 堂島溫泉 - 雲見溫泉 - 松崎溫泉 - 大澤溫泉 - 戶田溫泉 |

【伊豆半島以外】
| - 寸又峽溫泉 - 梅島溫泉 | - 館山寺溫泉 |

## 愛知縣
| - 湯谷溫泉 - 三谷溫泉 - 西浦溫泉 | - 形原溫泉 - 稻武夏燒溫泉 |

## 三重縣
| - 湯之山溫泉 - 榊原溫泉 - 長島溫泉 - 志摩溫泉鄉 - 濱島溫泉 - 阿兒溫泉 - 湯之口溫泉 - 鳥羽温泉郷 |

## 滋賀縣
- 雄琴溫泉（大津市）

## 京都府
| - 湯之花溫泉（龜岡市） - 久美之濱溫泉（京丹後市） - 久美濱シーサイド溫泉（京丹後市） | - 木津溫泉（京丹後市） - 夕日浦溫泉（京丹後市） - るり溪溫泉（園部町） |

## 大阪府
- 箕面溫泉（箕面市）
- 犬鳴山溫泉泉佐野市）
- 牛瀧溫泉（岸和田市）

## 兵庫縣
| 縣北部・中部 - 城崎溫泉（豐岡市） - 濱坂溫泉鄉（新溫泉町） - 七釜溫泉 - 浜坂溫泉 - 二日市溫泉 - 湯村溫泉（新溫泉町） - シルク溫泉（豐岡市） - こんだ藥師溫泉（丹波篠山市） - 籠坊溫泉（丹波篠山市） - よふど溫泉（朝來市） - 黑川溫泉（朝來市） 縣南部 - 有馬溫泉（神戶市）（三大名泉） - 寶塚溫泉（寶塚市） - 武田尾溫泉（寶塚市） - 吉川溫泉（三木市） - 赤穗御崎溫泉（赤穗市） - 鹽田溫泉（夢前町） - 洲本溫泉（洲本市） |

## 奈良縣
| - 湯泉地溫泉 - 十津川溫泉 - 上湯溫泉 | - 洞川溫泉 - 入之波溫泉 - 吉野溫泉（吉野町） |

## 和歌山縣
| - 南紀白濱溫泉、椿溫泉 - 南紀勝浦溫泉 - 湯川溫泉 - 湯之花溫泉 - 鶴之湯溫泉 - 龍神溫泉（三大美人湯） - 熊野本宮溫泉鄉 - 湯之峰溫泉 - 川湯溫泉 - 渡瀨溫泉 - 神通溫泉 - 奥熊野溫泉 - 上小野溫泉 - 高野溫泉 - 二川溫泉 - 加太淡嶋溫泉 - 夏山溫泉 |

## 鳥取縣
| - 岩井溫泉 - 皆生溫泉 - 鹿野溫泉 - 關金溫泉 - 東鄉溫泉 - 鳥取溫泉 - 濱村溫泉 - 羽合溫泉 - 三朝溫泉 - 吉岡溫泉 |

## 島根縣
| - 有福溫泉 - 美又溫泉 - 風之國溫泉 - 溫泉津溫泉 - 三瓶溫泉 - 湯抱溫泉 - 湯谷溫泉 - 玉造溫泉 - 湯之川溫泉（三大美人湯） - 松江宍道湖溫泉 - 出雲湯村溫泉 - 鷺之湯溫泉 - 海潮溫泉 |

## 岡山縣
- 奥津溫泉
- 湯鄉溫泉
- 湯原溫泉

## 廣島縣
| - 湯來溫泉 - 湯之山溫泉 | - 宮濱溫泉 - 矢野溫泉 |

## 山口縣
| - 川棚溫泉（下關市） - 俵山溫泉 - 長門湯本溫泉 - 江汐湖溫泉 | - 三丘溫泉 - 湯田溫泉 - 湯谷溫泉（下關市） - 湯野溫泉 - 一之俁溫泉 |

## 德島縣
- 祖谷溫泉
- 大歩危溫泉
- 紅葉温泉（もみじ川温泉）

## 香川縣
- 鹽江溫泉

## 愛媛縣
| - 道後溫泉鄉 - 道後溫泉 - 松山溫泉 - 奧道後溫泉 - 東道後溫泉 - 媛彥溫泉 - 星岡溫泉 - 道後さや溫泉 - 權現溫泉 - 見奈良溫泉 - 川內溫泉 - 鈍川溫泉 - 湯之浦溫泉 - 本谷溫泉 - 湯之谷溫泉 - 別子溫泉 - 多多羅溫泉 |

## 高知縣
- 北川溫泉
- 足摺溫泉
- 高知三翠園溫泉

## 福岡縣
| - 船小屋溫泉 - 原鶴溫泉 - 吉井溫泉 - 脇田溫泉 - 二日市溫泉 - 筑後川溫泉 | - 博多溫泉 - 藥王寺溫泉 - 所田溫泉 - 柿下溫泉 - 方城溫泉 |

## 佐賀縣
| - 嬉野溫泉 - 武雄溫泉 | - 熊之川溫泉 - 古湯溫泉 |

## 長崎縣
| - 雲仙溫泉 - 小濱溫泉 - 島原溫泉 - 壹岐湯之本溫泉 - 荒川溫泉 |

## 熊本縣
| - 阿蘇溫泉鄉 - 阿蘇內牧溫泉 - 阿蘇赤水溫泉 - 南小國溫泉鄉 - 黑川溫泉 - 滿願寺溫泉 - 田之原溫泉 - 杖立溫泉 - 山鹿溫泉 - 玉名溫泉 - 菊池溫泉 - 日奈久溫泉 - 人吉溫泉 - 奴留湯溫泉 | - 平山溫泉 - 三加和溫泉 - 下田溫泉 - 松島溫泉 - 植木溫泉 - 湯之兒溫泉 - 湯之鶴溫泉 |

## 大分縣
| - 別府溫泉 - 鐵輪溫泉 - 觀海寺溫泉 - 由布院溫泉 - 湯平溫泉 - 天瀨溫泉 - 日田溫泉 - 長湯溫泉 - 九重九湯溫泉鄉 - 寶泉寺溫泉 - 筋湯溫泉 - 川底溫泉 - 壁湯溫泉 - 筌之口溫泉 - 長者原溫泉 - 寒之地獄溫泉 | - 法華院溫泉 - 塚原溫泉 |

## 宮崎縣
- 京町溫泉

## 鹿兒島縣
| - 霧島溫泉鄉 - 湯之谷溫泉 - 丸尾溫泉 - 指宿溫泉 - 市比野溫泉 - 湯之元溫泉 - 新川溪谷溫泉鄉 - 妙見溫泉 - 日當山溫泉 - 宮之城溫泉 - 湯之尾溫泉 - 川內高城溫泉 - 紫尾溫泉 - 吹上溫泉 | - 藺牟田溫泉 - 海潟溫泉 - 古里溫泉 - 重富溫泉 |

【薩南諸島】
| - 尾之間溫泉（屋久島） | - 平內海中溫泉（屋久島） |

## 沖繩縣
| - 山田溫泉 - ちゃたん恵み温泉 |

## 關連項目
- 世界溫泉列表

1. ↑  . www.gsi.go.jp.   [2020-01-18]. （原始内容存档于2020-05-03）.